# La Noë-Blanche
La Noë-Blanche (tiếng Breton: Ar Wazh-Wenn) là một xã của tỉnh Ille-et-Vilaine, thuộc vùng Bretagne, miền tây bắc nước Pháp.

## Dân số
Người dân ở La Noë-Blanche được gọi là Nautalbanais.
| 1962                                            | 1968 | 1975 | 1982 | 1990 | 1999 | 2007 |
| ----------------------------------------------- | ---- | ---- | ---- | ---- | ---- | ---- |
| 666                                             | 744  | 730  | 878  | 862  | 828  | 970  |
| Starting in 1962: Population without duplicates |      |      |      |      |      |      |